# Stojanowci (obwód Wraca)
Stojanowci (bułg. Стояновци) – wieś w północnej Bułgarii, w obwodzie Wraca, w gminie Roman. Według danych Narodowego Instytutu Statystycznego w Bułgarii, 31 grudnia 2011 roku wieś liczyła 122 mieszkańców.
Miejscowość ta dawniej nazywała się Kiriłowo.